# Trouble de la mémoire

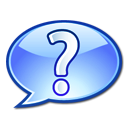

Le trouble de la mémoire est un trouble cognitif affectant la mémoire qui est définie comme une capacité pour l'organisme humain de codifier, retenir et se rappeler une information. 
Les troubles de la mémoire peuvent être progressifs, ce qui inclut la maladie d'Alzheimer, ou immédiats, incluant les troubles à la suite d'une commotion cérébrale. Les troubles de la mémoire peuvent se catégoriser du statut moyen à sévère, aux dépens des dommages faits aux structures neuroanatomiques ; que ce soit partiellement ou complètement. Ces dommages entravent la mémoire. 

## Troubles

### Agnosie
L'agnosie est l'incapacité de reconnaître certains objets, individus ou sons, bien qu'il existe des diagnostics plus spécifiques de l'agnosie. L'agnosie est habituellement causée par des lésions cérébrales (plus communément aux lobes pariétal et occipital) ou par un trouble neurologique. Les traitements varient selon l'endroit où sont situées les lésions et comment elles ont été causées. Une récupération est possible dépendant de la sévérité du trouble et du dommage cérébral. Certains exemples de types spécifiques d'agnosie incluent notamment : agnosie visuelle, agnosie auditive, prosopagnosie, anosognosie, agnosie somatosensorielle, simultanagnosie et apraxie.

### Amnésie
L'amnésie est un état mental anormal dans lequel la mémoire et l'apprentissage sont menacés à la suite de dysfonctions cognitives. Il existe deux formes d'amnésie : l'amnésie antérograde et l'amnésie rétrograde, qui montrent une lésion du lobe temporal médial ou de l'hippocampe. Les patients souffrant d'amnésie antérograde montrent des difficultés à apprendre et à retenir une information à la suite d'une lésion cérébrale. Les patients souffrant d'amnésie rétrograde ont généralement la mémoire épargnée concernant les expériences personnelles ou les informations à contexte sémantique indépendant.

#### Lésions cérébrales
Le traumatisme crânien survient souvent à la suite des lésions cérébrales causées par des forces externes, et peut conduire à des cas d'amnésie selon la sévérité du choc.

### Démence

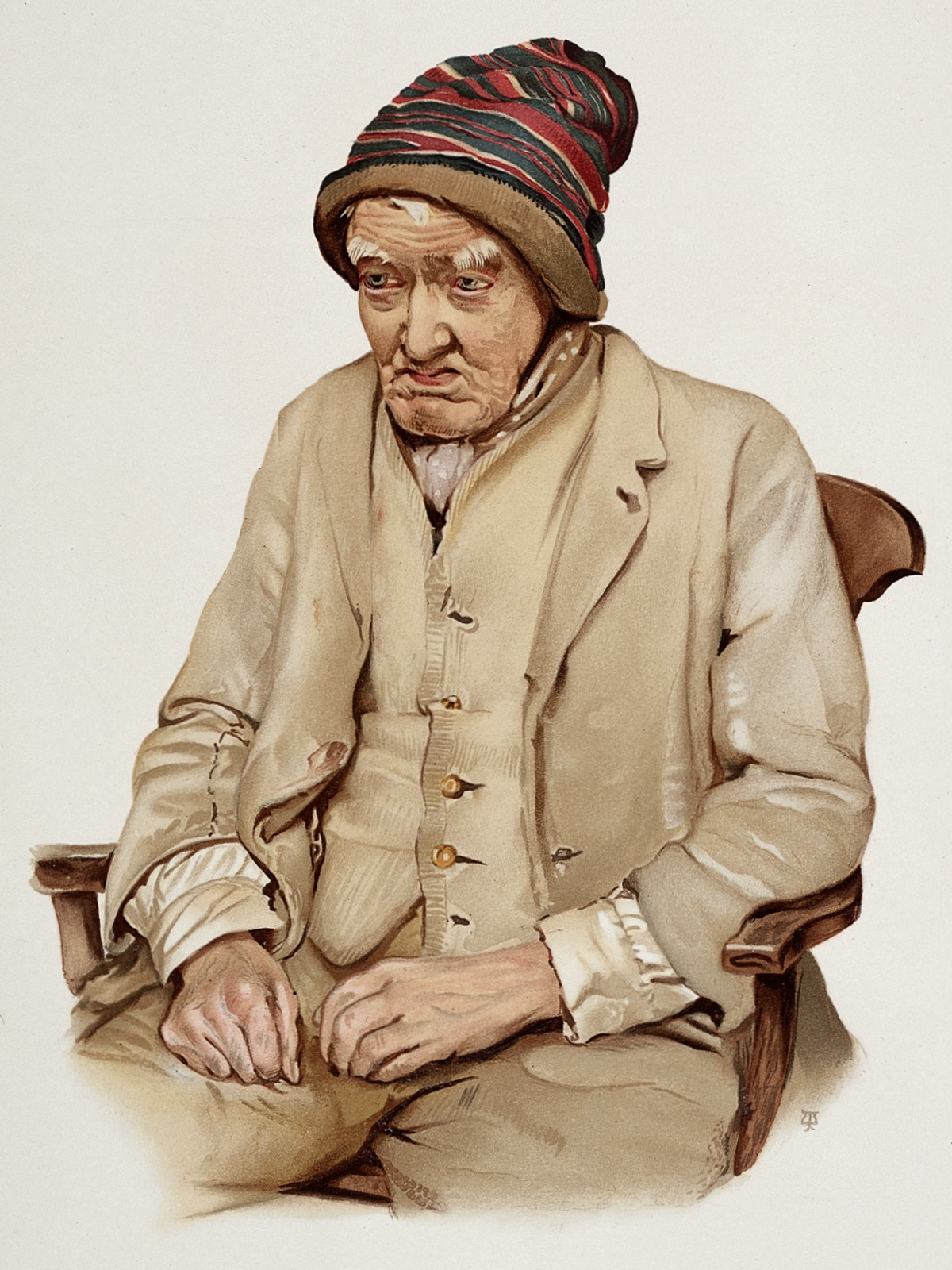
Vieil homme souffrant de démence sénile, 1896.

La démence désigne une large catégorie de troubles caractérisés par la détérioration progressive des capacités à penser et de la mémoire, tandis que le cerveau se dégrade. La démence peut être réversible (par ex. maladie de la thyroïde) ou irréversible (maladie d'Alzheimer). Les risques d'atteindre la démence est similaire chez les hommes et les femmes. Cependant, après avoir atteint 90 ans, le risque de souffrir de démence décline chez les hommes mais pas chez les femmes.
En 2009, une étude estime à plus de 35 millions le nombre d'individus atteints de démence dans le monde. Il est estimé que ce nombre devrait doubler d'ici une vingtaine d'années. En 2050, ce nombre devrait augmenter à 115 millions.

### Dysmnésie
La dysmnésie est un trouble de la mémoire consistant dans l'évocation difficile ou incomplète des souvenirs, c'est une forme d'amnésie partielle. Elle peut porter sur la mémoire épisodique ou sur la mémoire sémantique.

### Maladie d'Alzheimer
La maladie d'Alzheimer (MA) est une maladie cérébrale progressive, dégénérative et fatale, dans laquelle est recensée une perte importante des cellules. Par conséquent, la mort des cellules cérébrales survient, bien que cette maladie soit la forme de démence la plus répandue. À travers le monde, il existe 1 à 5 % de la population atteinte de la maladie d'Alzheimer. Il est estimé que 500 000 Canadiens souffrent actuellement de la maladie d'Alzheimer ou d'une autre démence liée. Elle est la cause de handicap la plus répandue chez les individus âgés de 65 ans ou plus. Les femmes sont disproportionnellement atteintes par cette maladie.

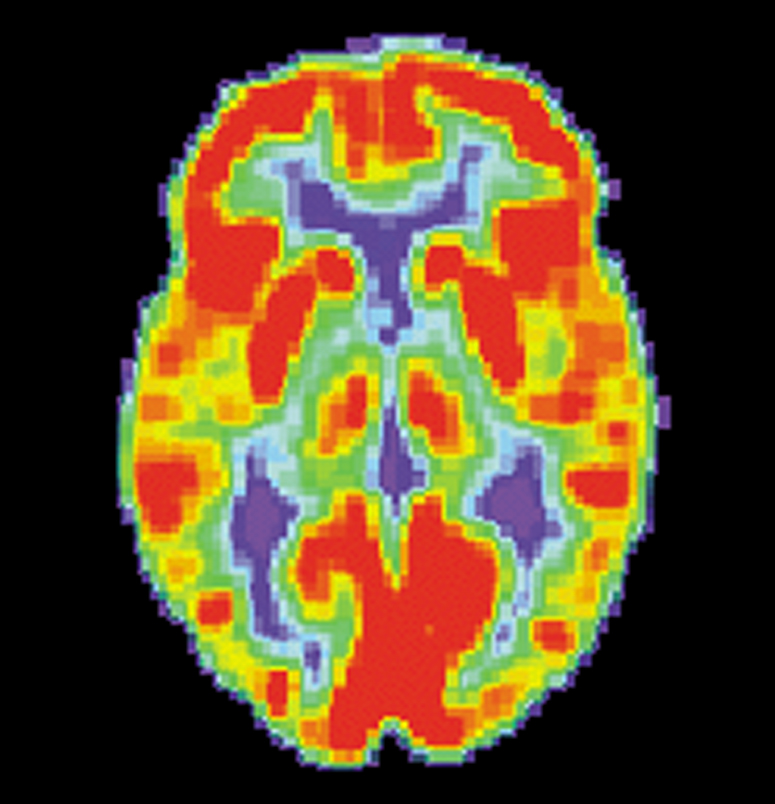
Scan par TEP d'un cerveau en bonne santé.
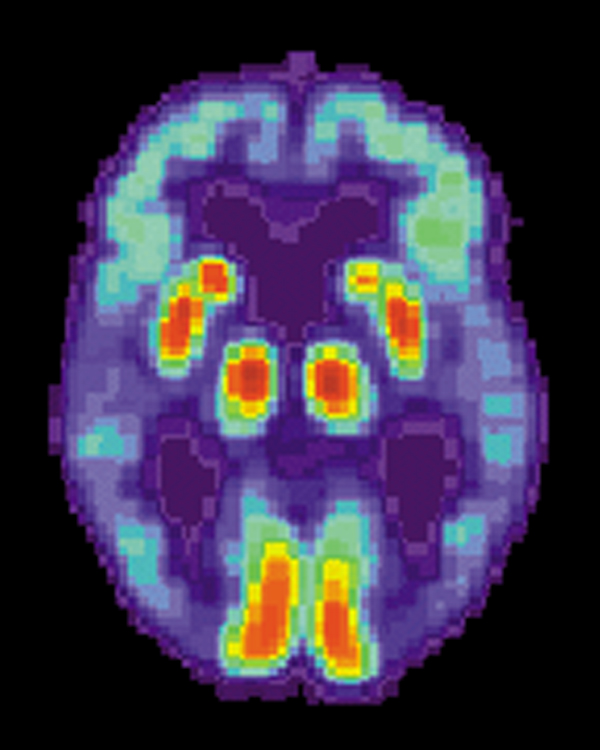
Scan par TEP atteint de la MA.

### Maladie de Huntington
La maladie de Huntington est un trouble progressif du cerveau qui mène à des mouvements incontrôlables, une instabilité émotionnelle et la perte de facultés intellectuelles.

### Maladie de Parkinson

Illustration de l'attitude générale d'un patient atteint de la maladie de Parkinson par WR Gowers.

La maladie de Parkinson (MP) est une maladie neurodégénérative. Le mouvement est normalement contrôlé par la dopamine ; activité chimique contrôlant le signal entre les nerfs et le cerveau. Lorsque les cellules qui produisent la dopamine meurent, les symptômes de Parkinson apparaissent. Les symptômes les plus communs incluent : tremblements, lenteur, rigidité des muscles, déséquilibre et fatigue. Tandis que la maladie progresse, des symptômes non moteurs peuvent également apparaître comme la dépression, des difficultés à avaler, des problèmes de libido et changements cognitifs.
D'après certaines études menées à Londres (Royaume-Uni) et en Sicile, 1 citoyen âgé sur 1000 est diagnostiqué de la maladie de Parkinson, bien qu'elle puisse être diagnostiquée dans une large catégorie d'âges.

### Syndrome de Brulard
Le syndrome de Brulard est un trouble léger de la mémoire, éprouvé par tout un chacun, lorsque des informations reçues ultérieurement viennent se substituer aux souvenirs effectifs et les remplacer sans que le patient en ait forcément conscience.

### Syndrome de Wernicke-Korsakoff
Le syndrome de Wernicke-Korsakoff (SWK) est un sévère trouble neurologique causé par une déficience de la thiamine (vitamine B1), et est habituellement associé à une consommation excessive d'alcool. Il est cliniquement caractérisé notamment par des anomalies oculomotrices.

### Hypermnésie
Le syndrome hyperthymestique permet à l'individu de posséder une mémoire autobiographique très détaillée. Les patients atteints de ce trouble sont capables de se rappeler, avec très grande précision, des événements de leur vie quotidienne à l'exception des événements survenus avant l'âge de 5 ans. Ce trouble est très rare avec seulement quelques cas peu confirmés.

## Autres causes

### Syndrome d'apnées du sommeil

Illustration de l'obstruction de la ventilation.

Le syndrome d'apnées du sommeil cause de multiples arrêts respiratoires pendant la nuit, cela mène généralement a, en plus de la somnolence, des troubles de la mémoire, antérogrades comme rétrogrades, généralement très forte (à la différence de la maladie d'Alzheimer par exemple, tous types de souvenirs, anciens comme récents, sont touchés, il y a également des problèmes de concentration et cela n'est pas forcément évolutif)

### Narcolepsie
La narcolepsie peut créer des problèmes de mémoire.

### Hypothyroïdie
L'hypothyroïdie peut causer des troubles de la mémoire et de l'attention.

## Traitements
Il s'agit en premier lieu du traitement de la cause.
Cependant, lorsque la cause ne peut pas être guérie, que le traitement prend du temps, ou que les troubles persistent, on peut proposer un traitement médicamenteux à base de nootropes, avec, par exemple, un inhibiteur de l'acétylcholinestérase (qui augmente le taux d'acétylcholine dans le cerveau, et, par conséquent, améliore la mémoire).
Les anticholinestérasiques sont très souvent proposés aux personnes atteintes de la maladie d'Alzheimer ; leur efficacité, très modeste malgré tout, est démontrée mais il existe des controverses à leur sujet.
Des racétams peuvent être proposés et ils ont plusieurs avantages : ils évitent notamment d'aggraver les symptômes parkinsoniens, n'ont pas d'effets sur les sécrétions salivaires et lacrymales et ils ne donnent pas la diarrhée. Ils sont cependant moins efficaces en tant que traitement symptomatique et n'ont pas prouvé leur efficacité dans des maladies comme la maladie d'Alzheimer par exemple, et n'ont pas d'AMM pour cela.
Des automédications sont fréquentes dans de tels cas, notamment avec des plantes comme le Ginkgo biloba mais leur efficacité n'est généralement pas prouvée. La sulbutiamine, en vente libre, améliore cependant la mémoire et l'humeur, et son efficacité sur la mémoire a été prouvée chez la souris et son efficacité comme neuroprotecteur et pour augmenter le nombre de récepteurs à la dopamine a également été prouvée,
Il existe des médicaments pouvant améliorer la mémoire (nootropes) mais ils présentent des risques potentiels. Le médecin et le patient doivent donc évaluer les risques ensemble et le bénéfice reste modeste, bien que présent.

## Cas d'étude
A.J. (un patient) a souffert d'un rare trouble de la mémoire nommé syndrome hyperthymestique. Elle avait l'incapacité d'oublier. Sa mémoire autobiographique était très développée, à un tel point qu'elle se rappelait chaque détail quotidien de sa vie (avec quelques exceptions). Elle était incapable de contrôler ce qu'elle se rappelait ou ce qu'elle oubliait.
Charlie (un autre patient) souffre exactement des symptômes opposés, c'est-à-dire qu'elle est incapable de se souvenir de quoi que ce soit, les mauvais moments passés comme y compris les bons souvenirs... Elle ne se rappelle plus rien, mais d'un autre côté elle sait qu'elle a vécu certaines choses, événements sans pour autant arriver à remettre la main dessus.